# Francis Jeffers
Francis Jeffers (* 25. Januar 1981 in Liverpool) ist ein englischer Fußballspieler.

## Karriere
Jeffers begann seine Karriere beim FC Everton, wo er über die Akademie zum Verein stieß. Sein Debüt gab er am 25. Dezember 1997 gegen Manchester United. In seiner ersten vollen Saison wurde Everton 14. 2001 wechselte er zum FC Arsenal, nachdem Arsène Wenger auf den damaligen jungen Engländer aufmerksam wurde. 
In seiner ersten Saison bei den Gunners kam Jeffers nur auf sechs Ligaeinsätze. Er nahm an der UEFA Champions League teil, wo er sein Debüt am 11. September 2001 gegen RCD Mallorca gab, als er in der 75. Minute für Freddie Ljungberg eingewechselt wurde. Anfang der Saison 2003/04 war er noch beim FC Arsenal unter Vertrag, ehe er nach dem Community Shield leihweise zum FC Everton zurückkehrte. Dort konnte er als Stammspieler den Abstieg verhindern. 
2004 wechselte Jeffers zu Charlton Athletic. Nach einem halben Jahr wurde er zu den Glasgow Rangers verliehen für die er bis zum Ende der Saison aktiv war. Am Ende konnte er sich über den schottischen Meistertitel freuen. 
2006 ging der Engländer wieder zurück in die Premier League und unterschrieb bei den Blackburn Rovers, wo er ebenfalls nur ein halbes Jahr blieb. Im Frühjahr wurde er an den Zweitligisten Ipswich Town verliehen, wo er in neun Spielen vier Tore erzielen konnte. 2007 wechselte er zum Ligakonkurrent von Ipswich Sheffield Wednesday, in der ersten Saison 16. wurde er in der zweiten Saison mit dem Team 12. 
International spielte er ein Mal für England im Freundschaftsspiel gegen Australien am 12. Februar 2003 in London, wo er sogar ein Tor erzielte. Das Spiel endete 1:3.

## Erfolge
- FA Youth Cup: 1998